# Руппин, Артур
Артур Руппин (нем. Arthur Ruppin; 1 марта 1876, Равич, Германия — 1 января 1943) — сионистский учёный и общественный деятель, один из основателей Тель-Авива.

## Биография
В 1886—1907 годах Руппин жил в немецком городе Магдебурге, где в 2001 году одна из улиц была названа в его честь.
Он обучался в гимназии кайзера Вильгельма, но был вынужден перейти на заочное обучение из-за нехватки средств.
В 1896 году Руппин окончил гимназию и начал учиться экономике и праву в Берлине и Галле.
В 1902—1907 годах возглавлял Берлинское бюро еврейской статистики и демографии, Руппин заслужил звание «отца еврейской социологии». В этот же период он работал в Магдебургском окружном суде.
В 1903 году Руппин стал лауреатом премии Геккеля за работу «Дарвинизм и социология».
В 1904 году он опубликовал книгу «Евреи нашего времени» (нем. Die Juden der Gegenwart), в которой заложил основы описательной социологии евреев.
В 1905 году Руппин вступил во Всемирную сионистскую организацию, а в 1907 году был направлен ею в ишув — регион Эрец-Исраэль, бывший тогда провинцией Османской империи. Миссией Руппина было планирование промышленного и сельскохозяйственного обустройства этого региона.
С 1908 года Руппин решением восьмого Сионистского конгресса Всемирной сионистской организации был направлен на постоянное проживание в Палестине.
Он открыл в Яффо Палестинское еврейское бюро — отделение сионистской организации, имевшей целью руководство еврейским заселением Палестины: приобретение земель, содействие существующим поселениям и основание новых, поддержку образовательных и культурных учреждений. Работа Руппина и его заместителя, Якова Тхона, имела важное значение для второй алии; он был основным агентом, приобретавшим палестинские земли для еврейских поселений на горе Кармель, в Изреэльской долине, в Галилее и Иерусалиме (в том числе для городов Афула и Ахузат-Баит, позже ставшего частью Тель-Авива).
Как исследователь новых форм социальной организации, Руппин поддерживал кибуцное движение и участвовал в создании первого кибуца в Эрец-Исраэль (Дгания, 1910), где и был впоследствии похоронен.
Руппин был одним из основателей движения Брит-Шалом (ивр. ברית שלום‎, букв. «Мирный договор») в 1925 году, ратовавшего за создание в Палестине двунационального государства; однако после беспорядков, устроенных арабами в 1929 году в Хевроне, Руппин вышел из Брит-Шалом. С тех пор он был сторонником создания независимого еврейского государства, и считал путём к его созданию непрерывное заселение евреями новых земель.
В 1933—1935 годах Руппин был членом исполкома Сохнута и возглавлял в нём отдел, ответственный за репатриацию немецких евреев. В ходе своей деятельности на этом посту посетил нацистскую Германию по приглашению профессора Ханса Гюнтера, ведущего идеолога расового учения.
В 1926 году Руппин основал социологический факультет в Еврейском университете в Иерусалиме. Самым знаменитым его трудом по социологии стал «Евреи в современном мире» (1934).
В Хайфе учреждена премия имени Руппина, присуждаемая за достижения в научной и политической деятельности.
В честь Руппина названы кибуц Кфар-Руппин (1938) в долине Бейт-Шеан, улицы в Тель-Авиве, Ришон-ле-Ционе, Кфар-Саве, многодисциплинарный колледж (en:Ruppin Academic Center) в долине Хефер, а также ботанический сад в Дгании-Алеф.